# Mathews Mar Thimothios
Mathews Mar Thimothios (* 3. Mai 1963 in Mavelikara, Alappuzha, Kerala, Indien) ist Metropolit des Vereinigten Königreiches, Europa und Afrika der Malankara-Orthodox-Syrischen Kirche.
Er studierte am Serampore College. Er machte sein Diplom in Biblischer Archäologie am Päpstlichen Bibelinstitut in Jerusalem und erhielt einen Doktortitel von der Päpstlichen Universität Heiliger Thomas von Aquin in Rom.
Am 19. Februar 2009 wurde er durch Baselios Marthoma Didymos I. in der St.-Georg-Kirche in Puthuppally zum Bischof geweiht.